# Tannhäuser
Pour les articles homonymes, voir Tannhäuser (homonymie).

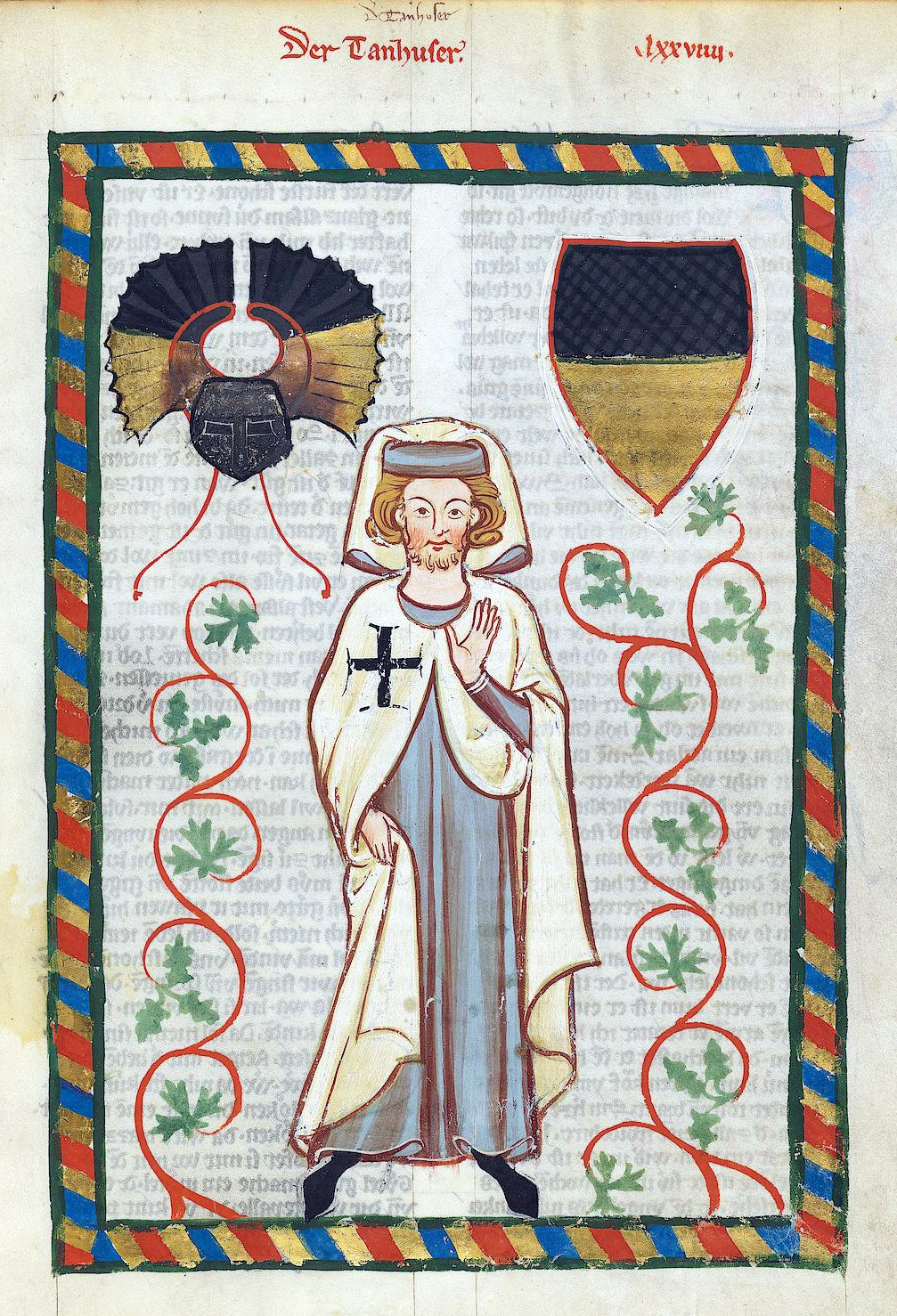
Der Tannhäuser, dans le Codex Manesse (v. 1300).

Tannhäuser (mort après 1265) est un Minnesänger et poète allemand du XIIIe siècle. Son existence n'est pas attestée historiquement si ce n'est par sa poésie, que l'on estime dater de la période allant de 1245 à 1265. Sa biographie est donc des plus obscures. Il fut semble-t-il membre de la cour du duc Frédéric II d'Autriche. Il est représenté dans le Codex Manesse en habits de l'Ordre Teutonique, ce qui suggère qu'il aurait participé à la cinquième croisade.
Les poèmes de Tannhäuser sont des parodies du genre classique. Son Bußlied (poème sur l'expiation) est peu commun si l'on considère le thème érotique du contenu général du Codex Manesse. Tannhäuser était un précurseur de la forme poétique dite du lai.

## La légende

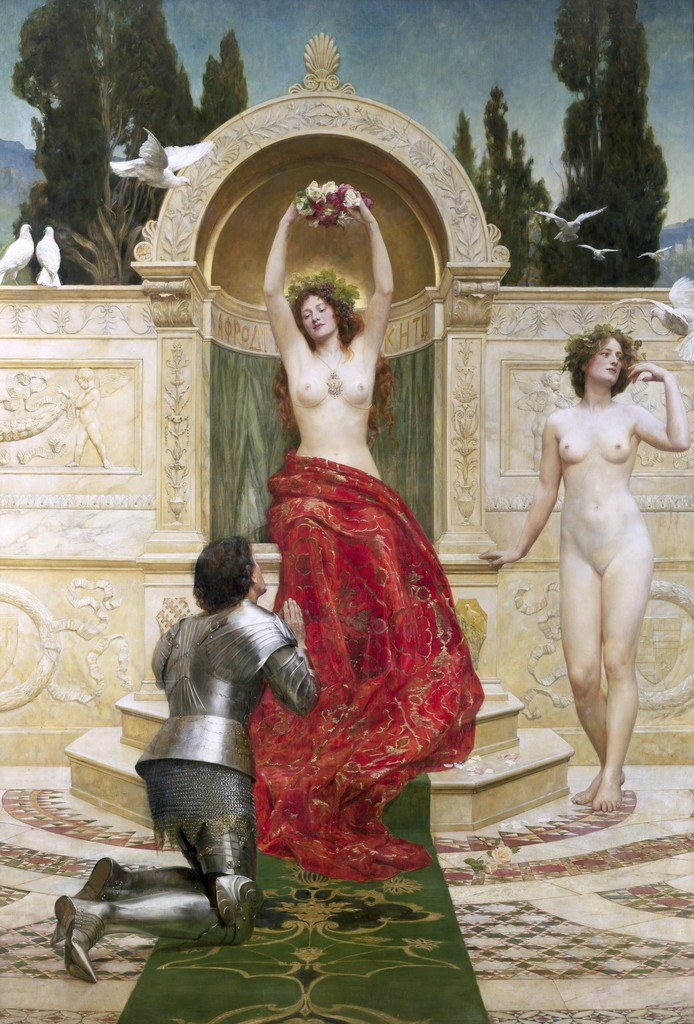
In the Venusberg par John Collier, 1901.

Se basant sur son Bußlied, Tannhäuser devint l'objet d'une légende, attestée dès 1430, que propagèrent des ballades de 1450. Le récit légendaire fait de Tannhäuser un chevalier et un poète qui découvrit le Venusberg (« Mont de Vénus »), la demeure souterraine de Vénus, et y passa une année à adorer la déesse. Après avoir quitté le Venusberg, Tannhäuser est empli de remords et se rend à Rome pour y demander l'absolution d'Urbain IV. Celui-ci répond que le pardon est impossible comme le serait de voir fleurir son propre bâton. Trois jours après le départ de Tannhäuser, le bâton du pape se met à fleurir ; des messagers sont envoyés pour retrouver le chevalier, mais celui-ci est retourné au Venusberg, pour n'en jamais plus revenir.
Il n'existe aucun lien familial avec l'ancienne et noble famille des seigneurs de Thannhausen, dont les descendants vivent toujours dans leur château à Tannhausen, près d'Ellwangen et de Dinkelsbühl, car cette famille est issue de ministériels des comtes d'Oettingen.
La légende fut rendue célèbre à l'époque contemporaine grâce à l'opéra en trois actes Tannhäuser de Richard Wagner.
La porte de Tannhäuser dans les films Blade Runner et Soldier est une référence à Tannhäuser.

## Œuvre
- (de) Die Dichtungen des Tannhäusers, édition commentée en ligne Kieler[2].
- Dans le registre de la littérature fantastique, l'écrivain allemand Hanns Heinz Ewers (1871-1943) s'est inspiré de la légende de Tannhäuser dans le récit Der gekreuzigte Tannhäuser (Tannhäuser crucifié), écrit en 1901.